# Hološiny
Hološiny (německy Holosin) jsou malá vesnice, část obce Petrovice I v okrese Kutná Hora. Nachází se asi 3,5 kilometru severovýchodně od Petrovic. Vesnicí protéká Senetínský potok. Hološiny jsou také název katastrálního území o rozloze 1,13 km².

## Historie
První písemná zmínka o vesnici pochází z roku 1384.

## Fotogalerie

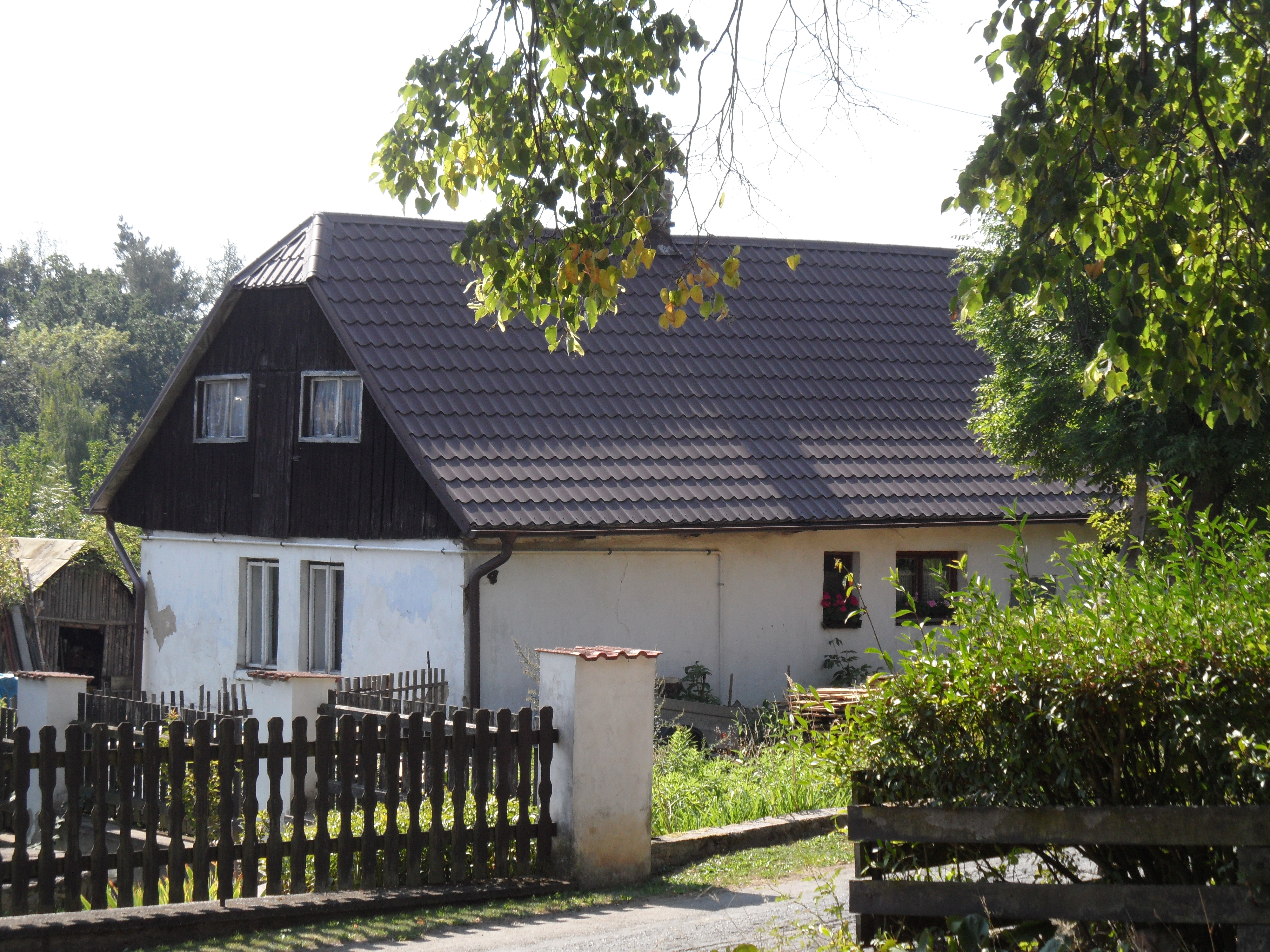
Dům u silnice
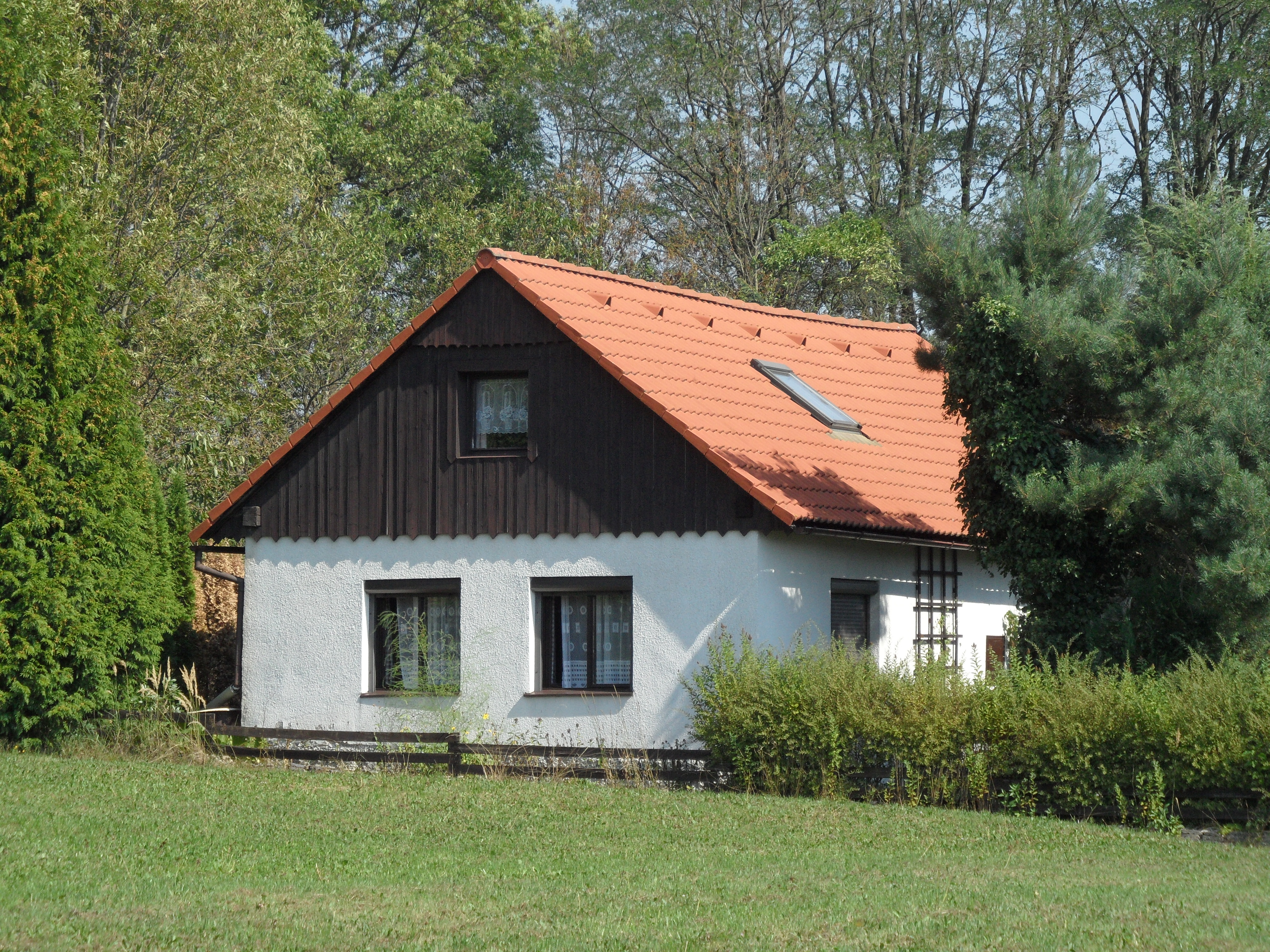
Dům na kopečku
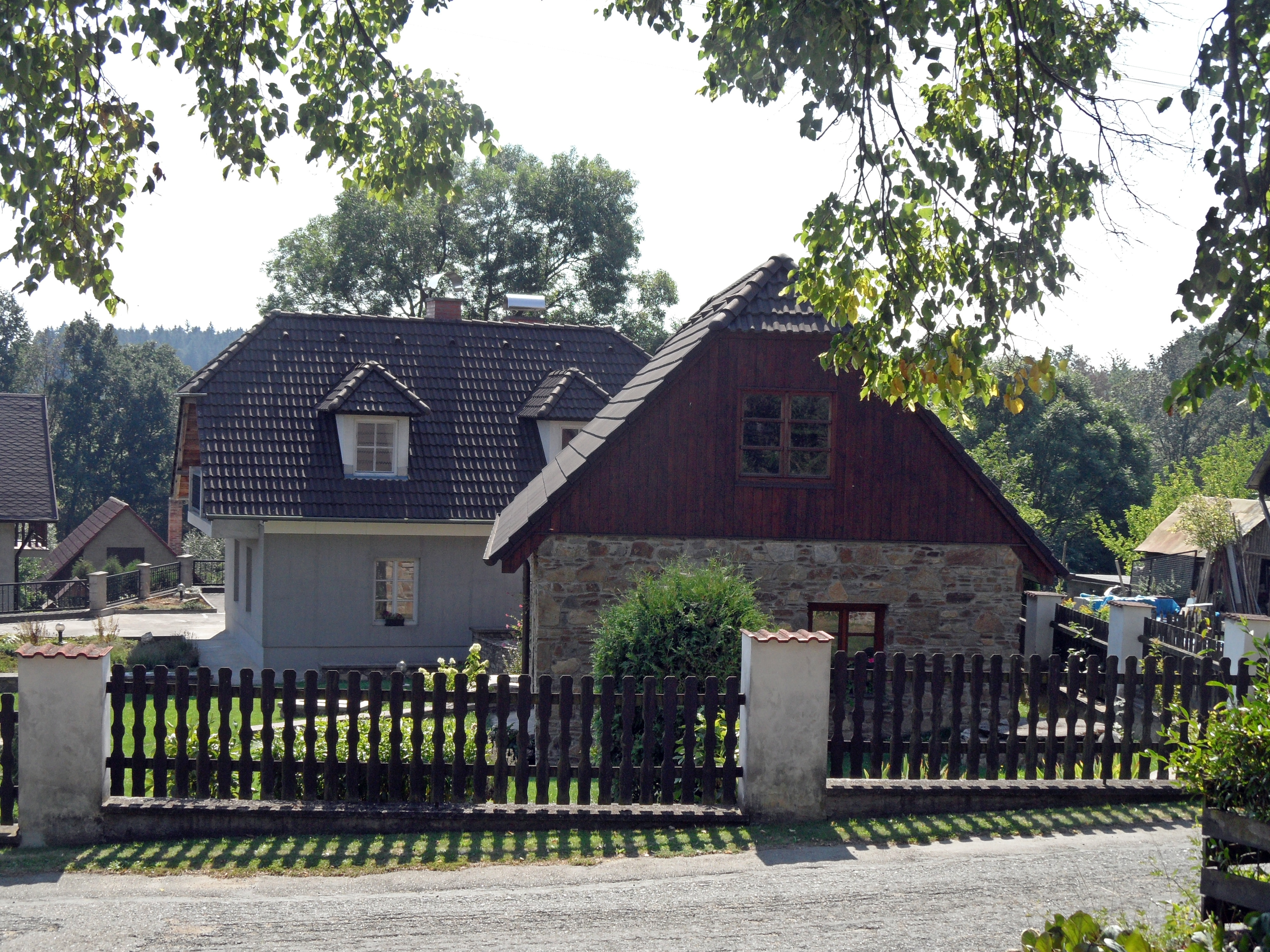
Domy za plotem
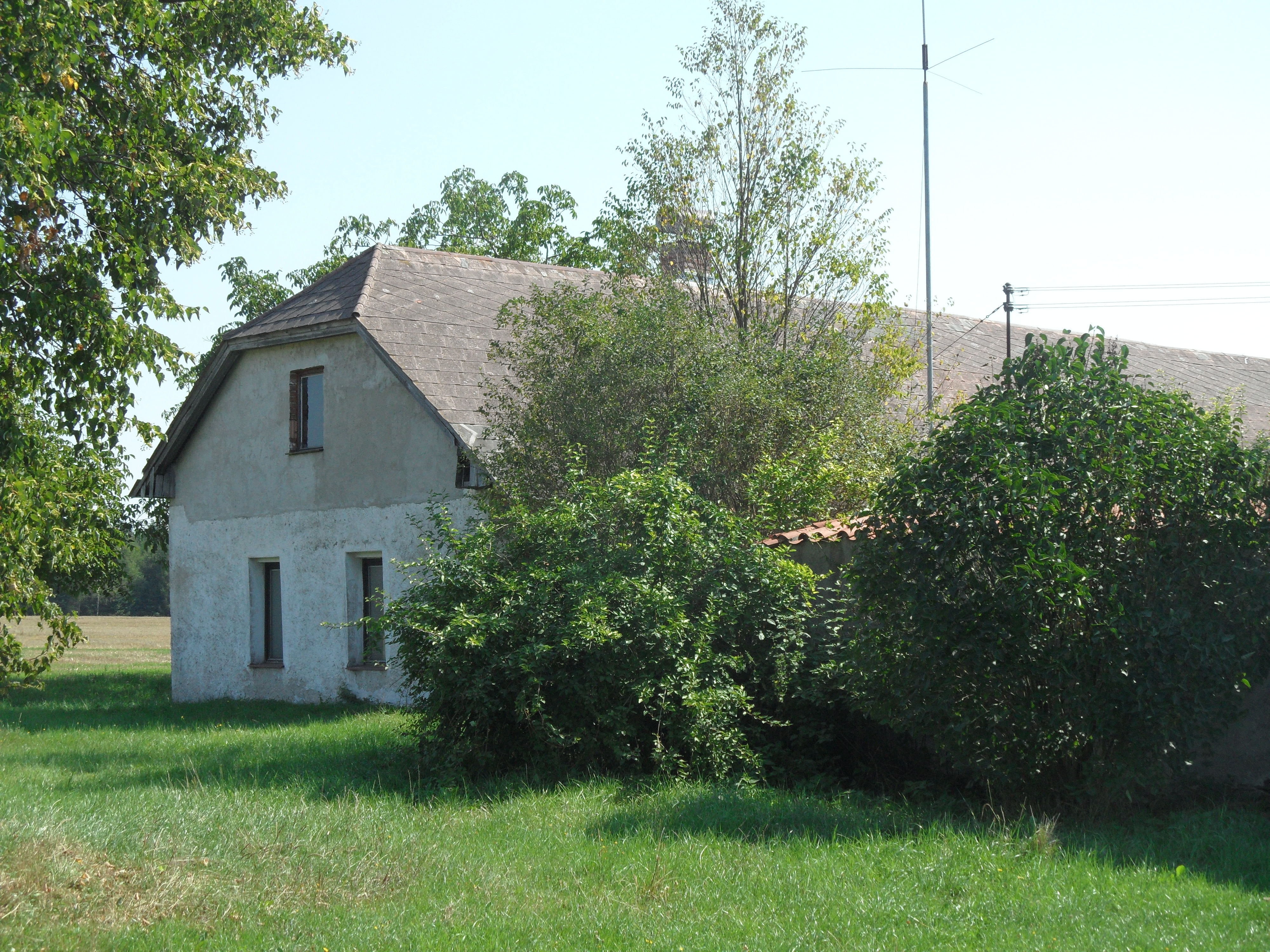
Dům na severním okraji vesnice